# Proviantbroen
Proviantbroen er en bro mellem Frederiksholm og Arsenaløen (over Proviantmagasingraven) i København. Broen skulle have stået færdig i februar 2013, og er en gave fra A.P. Møller og Hustru Chastine Mc-Kinney Møllers Fond til almene Formaal. 
Broerne skulle opføres af entreprenørselskabet E. Pihl & Søn, men grundet dette firmas konkurs blev afleveringen forsinket. Broen blev indviet den 21. december 2014.